# Svarthaj
Svarthaj (Zameus squamulosus, syn. Scymnodon obscurus) är en hajart som först beskrevs av Vaillant 1888.  Svarthaj ingår i släktet Scymnodon och familjen håkäringhajar. Inga underarter finns listade i Catalogue of Life.
Arten har flera från varandra skilda populationer i alla Världshav nära kusten i den tempererade och subtropiska zonen. Den dyker till ett djup av 1500 meter. Svarthajen blir upp till 110 cm lång. Könsmognaden infaller för honor vid en längd av 60 till 70 cm och för hannar vid 47 till 51 cm. Honor lägger inga ägg utan föder 3 till 10 levande ungar. De är vid födelsen cirka 20 cm långa. Hos den nära besläktade arten Centroselachus crepidater lever honor upp till 54 år.
Svarthaj fiskas ibland som matfisk. Denna haj hamnar ibland som bifångst i fiskenät. Populationens storlek antas vara stabil. IUCN listar arten som livskraftig (LC).